# Iris Hond
Iris Hond (Harderwijk, 20 mei 1987) is een Nederlandse pianiste, componiste, zangeres en tekstschrijfster. Iris Hond is opgeleid tot concertpianiste en speelt naast het werk van andere componisten ook haar eigen composities.

## Jeugd
Toen ze drie jaar oud was begon ze met pianospelen; vanaf haar zesde volgde ze privé-pianolessen in Ermelo. Op haar 12de ging Iris Hond naar het ArtEZ Conservatorium in Zwolle. In deze jaren speelde ze veel met haar vader, waarbij ze samen verhalen bedachten bij de stukken die ze speelde - dit komt later terug in haar werk, waarin ze onder meer verhalen van mensen in bijzondere situaties vertaalt in haar Muzikale Brieven. Toen zij 14 jaar oud was ging zij aan het Koninklijk Conservatorium in Den Haag studeren op de afdeling Jong Talent. De Russische pianiste Kamilla Bystrova, de Nederlander David Kuyken en de Let Naum Grubert waren haar leraren. Iris Hond volgde vanaf jonge leeftijd masterclasses bij onder meer John Perry, Leon Fleisher, Herbert Stessin, Natalja Troull, Dmitri Bashkirov en Jenny Zaharieva. Tijdens haar studie werd zij bij het grote publiek bekend als de huispianiste in het televisieprogramma De tiende van Tijl van de AVRO. In 2009 speelde zij twee avonden als openingsact bij concerten van Diana Ross in het GelreDome voor 30.000 toeschouwers de Transcendental Etude No 10 van de Hongaarse componist Franz Liszt; in 2012 werd Iris Hond ambassadrice voor de campagne Aangenaam Klassiek en tekende zij een contract bij Decca Records. Iris Hond slaagde in 2013 summa cum laude voor haar Master Klassiek Piano aan het Koninklijk Conservatorium.

## Werk
Iris Hond begon haar carrière tweeledig, enerzijds als concertpianiste, anderzijds als componist om met pianospel en eigen composities op te treden. Hierdoor trad Iris Hond zowel op in het Koninklijk Concertgebouw als op plekken waar normaal geen klassieke muziek komt, zoals gevangenissen en opvangcentra. Haar ervaringen met dak- en thuislozen in Den Haag komt ook terug in  haar theatervoorstellingen Dear World (2017) Bewogen (2018-2019) en Home (2020). In Home vertelt ze met door haar geschreven 'muzikale brieven' de verhalen van vijf mensen die elk op hun eigen manier ontheemd zijn.
In 2013 bracht zij haar klassieke album Iris uit met composities van Chopin, Rachmaninov en Janácek. Ze woonde in de periode 2013-2016 in de Verenigde Staten waar ze met Patrick Leonard werkte, een bekende producer en componist die nummers schreef en produceerde voor onder meer Madonna, Pink Floyd, Leonard Cohen en Elton John. In 2016 bracht Iris Hond het album Dear World uit, ditmaal met eigen composities, gevolgd door het album Home in 2020. In haar latere werk is de invloed van de eigentijdse componist Ludovico Einaudi, bekend van onder meer zijn muziek voor de film Intouchables te horen. In 2016 speelde ze onder andere samen met Ludovico Einaudi, harpiste Lavinia Meijer, violiste Rosanne Philippens en het Radio Filharmonisch Orkest in de tuinen van Paleis Soestdijk tijdens het muziekevenement Empeiria.
In februari 2020 kondigde Iris Hond aan in het Amsterdamse Concertgebouw zeven concerten te geven met het werk componist Ludovico Einaudi; hier werden door de grote vraag later nog drie concerten aan toegevoegd. Deze reeks is door de maatregelen rondom COVID-19 verplaatst naar de zomer van 2021. Bij de start van de reprise van haar Home Tour in oktober 2020 lanceerde Iris Hond een webshop met gepersonifieerde producten om op die wijze toch contact te kunnen houden met haar fans.
Iris is op jonge leeftijd begonnen met het schrijven van brieven in muziek. Haar eerste muzikale brief schreef ze op haar elfde nadat een dierbaar vriendinnetje door een auto-ongeluk om het leven was gekomen. Iris wist niet goed wat ze met haar gevoelens aan moest, tot haar vader haar adviseerde om dit verdriet om te zetten in iets moois, in muziek. Hierop schreef ze ‘De Zandloper’, een muzikale brief aan haar overleden vriendin. In de daarop volgende jaren zouden dergelijke muzikale brieven een steeds grotere rol gaan spelen in Iris haar werk. Zo staan in haar theatervoorstelling en gelijknamige album ‘Home’ (2020) de muzikale brieven die Iris Hond aan vijf mensen met een bijzondere thuissituatie schreef centraal. Daarnaast componeert Iris Hond geregeld muzikale brieven in opdracht, zowel voor het bedrijfsleven (jubilea, congressen en openingen) als voor privé personen die dit cadeau willen geven.
Hoewel muziek nog altijd de kern van haar werk is, combineert Iris haar activiteiten als pianist en componist steeds vaker met motivational speeches. Haar levensverhaal en  eigen ervaringen staan centraal, waarbij ze vertelt over haar zoektocht naar veiligheid en geborgenheid, maar ook over veerkracht, discipline en bovenal het volgen van een droom. Daarnaast speelt Iris tijdens haar optredens als motivational speaker eigen en andermans composities om haar publiek te laten ervaren wat de kracht van muziek is.

## Televisieprogramma
In 2019 ging Iris Hond in het televisieprogramma Iris en de 12 dates op zoek naar de ware liefde. Hoewel ze over Arne, een van de deelnemende singles, verklaart: “Ik wil even alleen zijn met deze jongen. Dit is een gevoel dat ik niet eerder heb gevoeld” leidde ook deze date niet tot de ware liefde.

## Iris Hond Foundation
In 2005 nam Iris Hond het initiatief om bij haar thuis een kerstdiner te organiseren voor een aantal daklozen. Dit groeide uit tot een jaarlijks evenement in de Grote Kerk in Den Haag voor rond 500 dak- en thuislozen, dat zij samen met een groep vrijwilligers organiseert. Dit was mede de aanleiding voor de oprichting van de Iris Hond Foundation in 2018. Met deze stichting waarmee ze gemiddeld twee keer per maand optreedt voor mensen in een bijzondere situatie. Dit kunnen dak- en thuislozen zijn, maar ook mensen in een ziekenhuis, vluchtelingen of mensen die op een of andere manier ontheemd zijn.

## Onderscheidingen, prijzen en benoemingen
Iris Hond ontving in augustus 2012 op het Internationale Muziekfestival Suonarte in Italië een onderscheiding. Zij werd in oktober 2012 door Aangenaam Klassiek benoemd tot ambassadrice om de klassieke muziek te populariseren. Iris Hond won prijzen bij verschillende concoursen zoals de eerste prijs bij het Theo van der Pas Pianoconcours, de tweede prijs en de publieksprijs bij het Steinway Concours en de publieksprijs bij het Grachtenfestival Conservatorium Concours. Ze won in november 2013 de Haagse Beurs voor Toptalent Creatieve Industrie 2013. Die kreeg ze vanwege haar project om een jonger publiek te bereiken voor klassiek.

## Discografie
- Iris (2012)
- Dear World (2016)
- Home (2020)

## Televisie
- De tiende van Tijl (2011-2013) - Huispianiste
- Gouden Televizier-Ring Gala #48 (2013) - Pianiste
- Eva Jinek op Zondag (2013-2017) - Pianiste
- De Avond van de Filmmuziek (2018) - Pianiste
- TV Show (2018) - Haarzelf
- Kruispunt: Het zwijgen van de familie Hond (2018) - Haarzelf
- Been There Done That - (2019) - Haarzelf
- Iris en de 12 dates (2019) - Haarzelf